# Embalse de Boa Esperança
El embalse de Boa Esperança (en portugués: Reservatório de Boa Esperança) es un embalse de Brasil construido en río Parnaíba que alimenta la central hidroeléctrica de Boa Esperança (en portugués: Usina Hidrelétrica de Boa Esperança), una planta de generación hidroeléctrica que proporciona energía al estado de Piauí. Anteriormente, la planta se llamaba central hidroeléctrica Presidende Humberto Castelo Branco, pero recientemente cambió su nombre por el de Boa Esperança. El embalse se encuentra en el curso medio del Parnaíba, en el kilómetro 742, en un tramo en que es frontera entre los estados de Piauí y Maranhão.

## Localización
La central hidroeléctrica de Boa Esperança está situada en la localidad piauiense de Guadalupe, a unos 380 km de la capital Teresina.

## Embalse
La presa ha creado un gran embalse o lago artificial, llegando el gran volumen de agua hasta la ciudad de Porto Alegre do Piauí. En el estado de Maranhão, la única ciudad que se encuentra a orillas del río Parnaíba y que es bañada por el embalse mismo es Nova Iorque. En la localidad de Guadalupe, en las riberas del embalse hay hoteles y balnearios.

## Presa
La presa de Boa Esperança es de tipo mixto tierra-escollera, con una altura máxima de 53 m y una longitud total de coronación de 5.212 m, asociado a estructuras de hormigón, tales como un vertedero dotado de seis compuertas. El aprovechamiento de Boa Esperança tiene un área de drenaje de 87.500 km², está instalado en el río Parnaíba, cuya cuenca cubre un área de aproximadamente 300.000 km².

## Potencia
El caudal máximo es de 12.000 m³/s, y la central eléctrica, de tipo semi-protegida, cuenta con cuatro unidades de generación accionadas por turbinas tipo Francis (2 unidades de 55.000 kW y 2 unidades de 63.650 kW), totalizando una capacidad instalada de 237.300 kW. El sistema utilizado para entregar la energía generada se compone de una subestación con tres transformades de 70 MVA y uno de 60 MVA, que aumentan la tensión de 13,8 kV a 230 kV. Desde este punto se realiza la conexión con el sistema de transmisión de CHESF a través de la subestación de Boa Esperança - 500/230 kV.

## Rio Parnaíba
Nicolau Resende descubrió el río Parnaíba alrededor de 1640, cuando sufrió un naufragio cerca de su desembocadura. Fue ampliamente explorado por el bandeirante Domingos Jorge Velho, que le dio su nombre actual. El río nace en la chapada das Mangabeiras (un área que desde 2002 se conserva en el parque nacional de las nacientes del río Parnaíba), a una altitud de unos 700 m, a partir principalmente de la confluencia de tres ríos. Recorriendo cerca de 1.716 km hasta su desembocadura en el océano Atlántico donde forma el delta del río Parnaíba. Comprende tres cursos: Alto Parnaíba, Medio Parnaíba y Bajo Parnaíba.
El río Parnaíba está situado en un área de transición entre el Nordeste árido y la región amazónica. El régimen del Parnaíba es pluvial. Tiene pendientes pronunciadas, desde su origen hasta la ciudad de Santa Filomena, sufriendo a partir de aquí una reducción gradual, llegando en los últimos kilómetros en el Vale do Parnaíba a una pendiente que causa más de tres mil kilómetros de ríos perennes, cientos de lagos, y, sin embargo, casi la mitad de las aguas subterráneas del Nordeste.